# Callum Blue
Daniel James Callum Blue (Londra, 19 agosto 1977) è un attore britannico.
Ha tre sorelle. È particolarmente noto al pubblico televisivo grazie alla sua interpretazione del Generale Zod nella nona stagione della serie Smallville.

## Filmografia

### Cinema
- Young Blades, regia di Mario Andreacchio (2001)
- Devil's Gate, regia di Stuart St. Paul (2003)
- Principe azzurro cercasi (The Princess Diaries 2: Royal Engagement), regia di Garry Marshall (2004)
- Caffeine, regia di John Cosgrove (2006)
- Young People Fucking, regia di Martin Gero (2007)
- Dead Like Me - La vita dopo la morte (Dead Like Me: Life After Death), regia di Stephen Herek (2009)
- Red Sands - La forza occulta (Red Sands), regia di Alex Turner (2009)
- Little Fish, Strange Pond, regia di Gregory Dark (2009)
- A Christmas Carol, regia di Robert Zemeckis (2009)
- Colombiana, regia di Olivier Megaton (2011)

### Televisione
- The Bill – serie TV, episodio 15x59 (1999)
- Shades – miniserie TV (2000)
- Doctors – serie TV, episodio 1x12 (2000)
- Where the Heart Is – serie TV, episodio 5x08 (2001)
- In Love and War, regia di John Kent Harrison - film TV (2001)
- As If – serie TV, episodi 2x09-2x11-3x04 (2002)
- Dead Like Me – serie TV, 29 episodi (2003-2004)
- Grey's Anatomy – serie TV, episodio 1x03 (2005)
- Related – serie TV, 19 episodi (2005-2006)
- I Tudors (The Tudors) – serie TV, 10 episodi (2007)
- Dirt – serie TV, episodio 2x05 (2008)
- Diario di una squillo perbene (Secret Diary of a Call Girl) – serie TV, 8 episodi (2007-2008)
- The Sarah Jane Adventures – serie TV, episodio 3x07-3x08 (2009)
- Smallville – serie TV, 13 episodi (2009-2011)
- Sanctuary – serie TV, episodi 2x12 - 2x13 - 3x01 (2010)
- Super Tanker, regia di Jeffery Scott Lando - film TV (2011)
- Le inchieste dell'ispettore Zen (Zen) – serie TV, episodio 1x03 (2011)
- Royal Pains – serie TV, 4 episodi (2013)
- Proof - serie TV, 10 episodi (2015)
- Fragranza d'amore (Love Blossoms), regia di Jonathan Wright - film TV (2017)
- 9-1-1 - serie TV, 6 episodi (2024)

## Doppiatori italiani
Nelle versioni in italiano delle opere in cui ha recitato, Callum Blue è stato doppiato da:
- Gianfranco Miranda in Le inchieste dell'ispettore Zen, Proof
- Carlo Scipioni in I Tudors, Fragranza d'amore
- Massimiliano Manfredi in Principe azzurro cercasi
- Roberto Certomà in Red Sands - La forza occulta
- Loris Loddi in Diario di una squillo perbene
- Marco Baroni in 'Young People Fucking
- Mirko Mazzanti in Grey's Anatomy
- Roberto Gammino in Dead Like Me
- Alberto Caneva in Sanctuary
- Nanni Baldini in Smallville
- Alessandro Budroni in 9-1-1